# L'Apparition (Cauwelaert)
Pour les articles homonymes, voir L'Apparition.
L'Apparition est un roman français de Didier van Cauwelaert publié en 2001.

## Synopsis
Nathalie Krentz, une ophtalmologue célèbre et blasée, est appelée par un homme du Vatican pour une mission : étudier les yeux de la Vierge Marie imprimée apparue en 1531 sur la tunique de Juan Diego, un jeune Indien aztèque. Dans les yeux de Notre-Dame de Guadalupe  se trouveraient le reflet des témoins de l'apparition. De mystères en lutte politique et scientifique de l'Église, Nathalie va mener du mieux qu'elle peut cette mission et, grâce au fantôme de Juan, redonner un sens à sa vie.

## Récompenses
- 2002 : Prix Science de la vulgarisation scientifique[2]